# Wensicia Corrino
Wensicia Corrino es un personaje de la saga de novelas de ciencia ficción Dune, de Frank Herbert. Aparece en Hijos de Dune.
Hija del Emperador Paddishah Shaddam IV de la Casa Corrino, tras la muerte de su padre se hace cargo de la jefatura de la Casa hasta la mayoría de edad de su hijo, Farad'n Corrino. Durante su mandato conspira para asesinar a los gemelos Leto II y Ghanima, hijos de Paul Atreides, y es exiliada por su propio hijo tras forzarla a traspasarle los poderes de la Casa Corrino.

## Referencia bibliográfica
- Frank Herbert, Hijos de Dune. Ediciones Debolsillo: Barcelona, 2003. ISBN 978-84-9759-432-5

- Datos: Q1408216